# Rebelión de Kaga
La Rebelión de Kaga o Chōkyō Uprising fue una revuelta a gran escala en la provincia de Kaga —actual prefectura de Ishikawa del sur—, Japón, entre finales de 1487 y 1488. Togashi Masachika, que gobernaba la provincia de Kaga como shugo, había sido restituido al poder en 1473 con la ayuda del clan Asakura, así como de los ikkō-ikki, una banda de nobles locales, monjes y agricultores. Sin embargo, en 1474, los ikkō-ikki crecieron en su descontento con los masachika y lanzaron algunas revueltas iniciales, que fueron fácilmente sofocadas. En 1487, cuando Masachika se marchó en una campaña militar, se rebelaron entre 100 000 y 200 000 ikkō-ikki. Masachika regresó con su ejército, pero los revolucionarios, respaldados por varias familias vasallos desafectadas, abrumaron a su ejército y lo rodearon en su palacio, donde Masachia se realizó el ritual de harakiri. Los antiguos vasallos de Masachika concedieron el puesto de shugo al tío de Masachika, Yasutaka, pero durante las siguientes décadas, los ikkō-ikki aumentaron su influencia política en la provincia, que controlarían efectivamente durante casi un siglo.

## Antecedentes y revueltas iniciales
Durante el siglo XV en Japón, las revueltas campesinas, conocidas como «ikki», se hicieron mucho más comunes. Durante los disturbios de la guerra de Ōnin (1467-1477) y años posteriores, estas rebeliones aumentaron tanto en frecuencia como en éxito. Muchos de estos rebeldes se conocieron como Ikkō-ikki, una banda de campesinos, monjes budistas, sacerdotes sintoístas y Ji-samurái (nobles menores), todos los cuales abrazaron la creencia en la secta Jōdo Shinshū del budismo. Rennyo, el abad de Hongan-ji que dirigió el movimiento Jōdo Shinshū, atrajo a muchos seguidores en Kaga y la provincia de Echizen, pero se distanció de los objetivos políticos de los ikki, abogando por la violencia solamente para la autodefensa o la defensa de la propia religión.
A mediados del siglo XV, estalló una guerra civil entre el clan Togashi por la posición del shugo. Togashi Masachika había sido expulsado de Kaga por su hermano menor, Kochiyo. Cuando estalló la guerra Ōnin en 1467, Masachika se puso del lado del clan Hosokawa y Kochiyo del de Yamagawa. En 1473, Masachika pidió ayuda a Asakura Toshikaga, el señor de Echizen y aliado de Hosokawa, así como a los sacerdotes de Yoshizaki, que estaban asociados con Rennyo. Masachika prometió a los ikki que, si se le devolvía el poder, sacaría a sus seguidores de su pobreza. Las políticas religiosas de Kochiyo motivaron a los ikki a apoyar a Masachika: Kochiyo patrocinó la escuela Takada de Jōdo Shinshū, un feroz rival del Hongan-ji por el control de la secta Shinshū, y persiguió a los seguidores del Hongan-ji. Toshikaga prometió su apoyo, al igual que los sacerdotes de Yoshizaki, estos últimos antes de cualquier aprobación de Rennyo. Rennyo finalmente aprobó las acciones de los sacerdotes de Yoshizaki, y con Toshikaga proporcionando ayuda militar y los disturbios de los nikis en todo Kaga, Masachika derrocó rápidamente a su hermano, pero el apoyo de los ikki a Masachika duró poco. Hacia 1474, los ikkō-ikki estaban en disputa con Masachika ya que afirmaban que no cumplía sus promesas de recompensa económica, y trataron de rebelarse. Rennyo se negó a apoyar sus acciones y los rebeldes fueron rápidamente derrotados y obligados a refugiarse en la provincia de Etchū. En 1475, Shimotsuma Rensu, discípulo de Rennyo, afirmó falsamente que Rennyo apoyaba un nuevo levantamiento en Kaga. La revuelta fracasó, y Rennyo excomulgó a Rensu.
Cansado de sus esfuerzos por contener a los inquietos ikkō-ikki, Rennyo dejó Yoshizaki por la región de la capital.

## Revuelta de 1488
A pesar de que las revueltas anteriores fueron fácilmente reprimidas, los disturbios continuaron hirviendo en Kaga bajo el gobierno de Masachika. Los ikkō-ikki que permanecieron en Kaga se volvieron más audaces, negándose a pagar impuestos e incluso confiscando los ingresos fiscales y las tierras, a pesar de las continuas protestas de Rennyo. En 1487, Masachika partió con un gran ejército hacia la provincia de Ōmi en respuesta a una llamada de ayuda del shugo Ashikaga Yoshihisa, que intentaba reprimir al barón ladrón Rokkaku Tokoyori. En ausencia de Masachika, los ikkō-ikki, dirigidos por Rengo, Renkō, y Rensei, tres hijos de Rennyo, se rebelaron y entre cien mil y doscientos mil miembros tomaron las armas. Masachika regresó rápidamente de su expedición militar y derrotó a los rebeldes en varias batallas. Sin embargo, varias familias de vasallos, descontentas con Masachika, se unieron a los rebeldes. Los rebeldes aislaron a Masachika de los refuerzos de sus aliados en las provincias fronterizas de Echizen, Etchū y Noto, y asediaron su castillo. Masachika, atrapado en un castillo en llamas y enfrentado a una derrota segura, se realizó un harakiri. En su lugar, las familias vasallos que se rebelaron contra Masachika presentaron a su tío y ex shugo, Yasutaka, como candidato a ser el nuevo shugo.

## Consecuencias
Tras el derrocamiento de Masachika, Kaga pasó a ser conocido como hyakusho no motaru kuni («el reino de los campesinos», o «provincia gobernada por campesinos»). El shugo Yoshihisa, amigo y aliado de Masachika, exigió que Rennyo excomulgara al ikki Kaga. Sin embargo, Hosokawa Masamoto, una influyente figura política que también era amigo íntimo y mecenas de Rennyo, negoció un acuerdo que permitía a Rennyo limitarse a reprender al ikki mientras que Masamoto se uniría al Hongan-ji. En Kaga, Togashi Yasutaka tomó el poder como shugo, gobernando la provincia hasta su muerte en 1504. Después, bajo el gobierno de su hijo, Taneyasu, los ikki comenzaron a afirmar su influencia sobre las familias vasallas que les apoyaron en el levantamiento. Los ikki pronto se dividieron en facciones políticas rivales e iniciaron una serie de luchas políticas que culminaron en una guerra civil en 1531. Los jefes de los tres templos predominantes de Hongan-ji en Kaga, así como Taneyasu, fueron derrotados cuando Renjun, un hijo de Rennyo, trajo tropas de ikkō-ikki de la provincia de Mikawa. Tras la victoria de Renjun, se suprimió la oficina de shugo y los líderes de la oposición fueron exiliados. Los ikkō-ikki controlarían Kaga hasta 1580, cuando las fuerzas leales a Oda Nobunaga los derrotaron.